# 傅全有
傅全有（1930年11月—），中國山西省崞縣（今原平縣）人。大專學歷，中國人民解放軍上將。

## 生平
1946年10月參加中國人民解放軍，1947年8月加入中國共產黨。1947年先後任班長、排長。1948年任第一野戰軍第7師21團副連長。
中華人民共和國成立後，先後任連長、營參謀長。1953年2月随部队參加朝鲜战争，入朝作戰，任中國人民志願軍第1軍第7師第21團的營參謀長、副營長、營長。1958年10月回國。1960年中國人民解放軍高等軍事學院畢業。後歷任團參謀長、副團長、師副參謀長、師參謀長、副師長、師長、軍副參謀長、軍參謀長、軍長。1985年6月任成都軍區司令員。1990年5月任蘭州軍區司令員。1992年10月至1995年9月任中央軍委委員、中國人民解放軍總後勤部部長。1993年至1998年任全國綠化委員會副主任。1994年1月起任全國愛衛會副主任。1995年9月至2003年3月任中央軍委委員、中國人民解放軍總參謀長。2003年3月離休。
傅全有是中共第十二（1985年9月中國共產黨全國代表會議增選）、十三、十四、十五屆中央委員，第八、九屆全國人大代表。1988年被授予中將軍銜，1993年被授予上將軍銜。

## 家庭
儿子傅勇（1960年-）：曾任南京军区第1集团军某摩步旅旅长、集团军副参谋长等职务，2010年升任第1集团军副军长。2011年，挂职担任海军东海舰队副参谋长，并于2011年7月晋升中国人民解放军少将军衔。2014年升任中国人民解放军南京军区副参谋长。2016年1月，任中国人民解放军东部战区陆军副司令员。